# Inhibitory proteazy serynowej NS3/4A

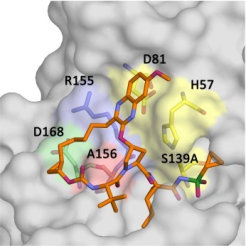
Kompleks proteazy NS3/4A z grazoprewirem (na żółto triada katalityczna, natomiast na niebiesko, zielono oraz czerwono boczne łańcuchy proteazy serynowej NS3/4A odpowiedzialne za powstawanie oporności)

Inhibitory proteazy serynowej NS3/4A – grupa wielofunkcyjnych organicznych związków chemicznych, blokujących proteazę serynową NS3/4A, która jest niezbędna w procesie replikacji wirusa zapalenia wątroby typu C. Są stosowane w leczeniu wirusowego zapalenia wątroby wywołanego przez wirusa HCV.

## Historia
Pierwszym, odkrytym w 2003 roku inhibitorem proteazy serynowej NS3/4A był ciluprewir, natomiast pierwsze inhibitory proteazy serynowej NS3/4A telaprewir oraz boceprewir zostały wprowadzone na rynek farmaceutyczny w 2011 roku. Leki te były nieskuteczne w monoterapii ze względu na szybkie pojawianie się substytucji warunkujących oporność, natomiast w połączeniu z rybawiryną i peginterferonem alfa-2a lub alfa-2b pozwalały na trwałe wyleczenie u 75–79% chorych, pomimo znacznej uciążliwości tej terapii. Pierwszym inhibitorem proteazy serynowej NS3/4A drugiej fali pierwszej generacji był zarejestrowany w 2013 roku symeprewir, o korzystniejszym profilu bezpieczeństwa. W 2014 roku opracowano pierwszą terapię bezinterferonową opartą na połączeniu inhibitora proteazy serynowej NS3/4A (symeprewir) z inhibitorem polimerazy NS5B – sofosbuwirem. W tym samym roku zarejestrowano pierwsze leki złożone, z których drugim był trzylekowy preparat zawierający w swoim składzie inhibitor proteazy serynowej NS3/4A parytaprewir. Wprowadzenie nowych skutecznych terapii spowodowało wycofanie z rynku pierwszych  inhibitorów proteazy serynowej NS3/4A – telaprewiru (2014) oraz boceprewiru (2015).

## Inbitory proteazy serynowej NS3/4A
| Nazwa farmaceutyczna | Skrót | Wzór chemiczny | Nazwa preparatu | Inne składniki preparatu | Wrażliwe genotypy wirusa |
| -------------------- | ----- | -------------- | --------------- | ------------------------ | ------------------------ |
| glekaprewir          | GLE   |                | Maviret         | pibrentaswir             | 1–6                      |
| grazoprewir          | GZR   |                | Zepatier        | elbaswir                 | 1a, 1b, 3, 4a            |
| parytaprewir         | PTV   |                | Viekirax        | ombitaswir i rytonawir   | 1a, 1b, 4                |
| symeprewir           | SMV   |                | Olysio          | –                        | 1a, 1b, 4                |
| woksylaprewir        | VOX   |                | Vosevi          | sofosbuwir i welpataswir | 1–6                      |

| Nazwa farmaceutyczna | Skrót | Wzór chemiczny | Nazwa preparatu | Inne składniki preparatu | Wrażliwe genotypy wirusa | Kraj rejestracji |
| -------------------- | ----- | -------------- | --------------- | ------------------------ | ------------------------ | ---------------- |
| asunaprewir          | ASV   |                | Sunvepra        | –                        | 1                        | Japonia          |
| narlaprewir          | NVR   |                | Arlansa         | –                        | 1                        | Rosja            |
| waniprewir           | VNP   |                | Vanihep         | –                        | 1                        | Japonia          |

## Mechanizm działania
Inhibitory proteazy serynowej NS3/4A blokują proteazę serynową NS3 oraz jej kofaktor białko NS4A, poprzez to uniemożliwiając rozszczepienie poliproteiny kodowanej przez genom wirusa HCV do dojrzałych form białek wirusowych, co w ostatecznym efekcie uniemożliwia replikację tego wirusa.

## Zastosowanie
Leczenie wirusowego zapalenia wątroby typu C. Terapia bezinterferonowa powinna być złożona z dwóch lub trzech leków – inhibitorów proteazy NS3, polimerazy NS5A i białka NS5B z ewentualnym uzupełnieniem o rybawirynę. W populacji polskiej występują w przeważającej większości cztery genotypy wirusa (1b, 3, 4, 1a). W wyniku stosowania terapii skojarzonej co najmniej dwoma lekami przeciwwirusowymi odsetek nawrotów uprzednio nieleczonych pacjentów wynosi <5%.

## Oporność na leki
Substytucje warunkujące oporność (ang. resistance associated substitution, RAS) występują naturalnie u 10–50% nieleczonych osób zakażonych wirusem zapalenia wątroby typu C.  Za oporność na Inhibitory proteazy serynowej NS3/4A odpowiadają zmiany pojedyczych par zasad reszt aminokwasowych R155, A156 and D168.